# Motorno jadralno padalo
Motorno jadralno padalo (ang. powered paraglider, paramotor) je lahka letalna naprava, ki sestoji iz padala in majhnega motorja s propelerjem. Propeler je zaradi varnosti zaščiten z okvirjem. Naprava je lahka in prenosljiva (na hrbtu).
Zrakoplov lahko vzleti samostojno, brez pomoči drugega osebja. Za vzlet je potrebnih nekaj deset metrov prostora, vzlet je možen tudi v brezvetrju - te naprave lahko vzletajo in pristajajo na številnih lokacijah, omejitev so le vremenski pogoji in sposobnosti pilota. V nekaterih primeri se za večjo varnost uporablja še dodatno reševalno padalo. 
Motorno jadralno padalo leti s hitrostjo med 25 in 70 km/h. Višina leta je tipično pod 150 metri, največja je do okrog 5000 metrov.
Cena naprave je okrog $US 6000 - 9500, dražje kot jadralno padalo (okrog $2000-3000), vendar pa dosti cenejše kot druge motorne letalne naprave. Te naprave potrebujejo samo minimalno vzdrževanje in jih ni treba registrirati, so pa tudi izjeme. Prav tako v nekaterih državah ni potrebna licenca. 